# 亞諾希山
78°9′S 163°44′E / 78.150°S 163.733°E
亞諾希山是南極洲的山峰，位於維多利亞地的斯科特海岸，屬於丹頓山脈的一部分，海拔高度913米，以皇家學會嶺的地質學家命名，現時由南極條約體系管理。